# Gran Premio di Cina 2019
Il Gran Premio di Cina 2019 è stata la terza prova della stagione 2019 del campionato mondiale di Formula 1. La gara si è tenuta domenica 14 aprile 2019 sul circuito di Shanghai ed è stata vinta dal britannico Lewis Hamilton su Mercedes, al suo settantacinquesimo successo nel mondiale. Hamilton ha preceduto all'arrivo il suo compagno di scuderia, il finlandese Valtteri Bottas ed il tedesco Sebastian Vettel su Ferrari.
Il Gran Premio ha rappresentato la millesima gara valida quale prova del campionato mondiale di Formula 1.

## Vigilia

### Aspetti tecnici
La Pirelli, fornitrice unica degli pneumatici, porta per questa gara gomme di mescola dura (C2), media (C3) e morbida (C4).
La Federazione stabilisce due zone dove i piloti possono attivare il Drag Reduction System, confermando quelle delle stagioni precedenti: il rettifilo dei box, con punto per la determinazione del distacco fra piloti posto prima dell'ultima curva, e sul lungo rettilineo tra le curve 13 e 14, con detection point stabilito alla curva 12.
Tutti i piloti che utilizzano una vettura motorizzata Renault impiegano la seconda MGU-K della stagione. L'unica eccezione è sulla McLaren di Carlos Sainz Jr., che già nella gara precedente aveva montato questa nuova componente, mentre sulla Renault di Nico Hülkenberg è stata sostituita l'intera power unit, dopo il ritiro in Bahrein. La Scuderia Ferrari non riscontra problemi alla power unit di Charles Leclerc, che due settimane prima ha visto sfumare la vittoria per un problema ad un cilindro. Per precauzione, comunque, vengono sostituite le power unit per entrambi i piloti. Inoltre, sia sulle Ferrari che sulle Haas, anch'esse motorizzate dalla casa di Maranello, vengono sostituite le centraline elettroniche ECU, che controllano le power unit.
La FIA obbliga la Mercedes a modificare il disegno dell'ala anteriore. I commissari hanno infatti giudicato come non conforme al regolamento la nuova paratia laterale, pensata dalla casa tedesca per controllare il passaggio d'aria verso l'esterno della ruota. La Federazione ha però specificato che la bandella laterale non può essere tagliata, in modo che, lateralmente, non siano visibili i flap.

### Aspetti sportivi
L'ex pilota di Formula 1, il britannico Derek Warwick, è nominato commissario aggiunto per la gara. Ha svolto già in passato tale funzione, l'ultima al Gran Premio degli Stati Uniti d'America 2018.
La Scuderia Toro Rosso, erede della Minardi, festeggia il duecentocinquantesimo gran premio nel mondiale di Formula 1.

## Prove

### Resoconto
Il pilota della Scuderia Ferrari Sebastian Vettel è il più rapido, nella prima sessione di prove libere del venerdì. Il tedesco è stato l'unico a completare un giro in meno di un minuto e trentaquattro secondi, distanziando di circa due decimi Lewis Hamilton. Vettel ha però utilizzato le gomme a mescola media, mentre Hamilton ha colto il suo tempo usando gomme di mescola morbida. Hamilton è stato a lungo al comando della classifica dei tempi, almeno fino all'ora di sessione. Al terzo posto ha chiuso l'altro ferrarista, Charles Leclerc, mentre al quarto posto si è posto Max Verstappen. Quinto è stato l'altro pilota della Mercedes, Valtteri Bottas, che ha preceduto Daniel Ricciardo. Non ha ottenuto tempi validi Antonio Giovinazzi, per problemi d'installazione della power unit della sua Alfa Romeo. La distanza tra la vettura di mezza classifica è ridotta; solo sei decimi separano il sesto tempo dal diciassettesimo.
La pista è risultata poco gommata, non consentendo ai piloti di migliorare di molto i tempi, rispetto all'analoga sessione del 2018.
Nella sessione pomeridiana del venerdì sì è installato in testa Bottas, che ha preceduto Vettel, il più rapido del mattino, di 27 millesimi. Vettel era al comando, dopo aver montato, per la prima volta nel weekend, le gomme a mescola morbida, prima di essere sopravanzato dal finlandese. Il terzo posto è stato conquistato da Max Verstappen, staccato di due decimi dalla vetta, che ha preceduto Hamilton, Nico Hülkenberg e Carlos Sainz Jr.. Vettel, al termine della sessione, ha mancato la verifica tecnica dei commissari, tanto da dover venir spinto a mano fino alla loro postazione. Sull'altra Ferrari, invece, Leclerc, quando mancava mezz'ora al termine della sessione, ha scontato una perdita d'acqua dell'impianto di raffreddamento e non ha potuto compiere la simulazione di gara, con gomme medie, e nemmeno provare un giro veloce, con gomme soft.
Prima dell'inizio della sessione è stata sostituita la power unit sulla Toro Rosso di Daniil Kvjat. Durante le prove, invece, sulla Haas di Romain Grosjean ha ceduto l'ala anteriore.
Valtteri Bottas si è confermato quale pilota più veloce, anche nella terza sessione di prove libere. Il finlandese, unico sotto il minuto e trentatre secondi sul giro, ha preceduto le due Ferrari di Vettel e Leclerc. Il tedesco ha commesso un errore nell'ultimo settore del suo giro più veloce, mentre sulla vettura del monegasco sono proseguiti i controlli sulla power unit, dopo la perdita d'acqua del venerdì. Le condizioni della pista sono diverse rispetto a quelle della prima giornata: la temperatura dell'asfalto è aumentata fino a 40 °C, mentre un vento fastidioso spirava alle spalle dei piloti.
Lewis Hamilton ha chiuso quarto, a 8 decimi dal tempo del compagno di scuderia, mentre si è issato al quinto posto Nico Hülkenberg, che ha preceduto a sua volta Kimi Räikkönen, che si è anche lamentato per essere stato ostacolato dal compagno di scuderia Giovinazzi. Nella parte finale di sessione il pilota della Toro Rosso Alexander Albon è uscito fuori di pista a grande velocità, distruggendo la sua monoposto. La sessione, interrotta con bandiera rossa, non è più ripresa. La scuderia di Faenza non può ricostruire la vettura in tempo per le qualifiche, a cui quindi il thailandese non potrà prendere parte. Questa interruzione prima del previsto non ha consentito a molti piloti di cercare la prestazione con gomme soft.

### Risultati
Nella prima sessione del venerdì si è avuta questa situazione:
| Pos | Nº | Pilota           | Costruttore | Tempo    | Gap    | Giri |
| --- | -- | ---------------- | ----------- | -------- | ------ | ---- |
| 1   | 5  | Sebastian Vettel | Ferrari     | 1'33"911 |        | 19   |
| 2   | 44 | Lewis Hamilton   | Mercedes    | 1'34"118 | +0"207 | 21   |
| 3   | 16 | Charles Leclerc  | Ferrari     | 1'34"167 | +0"256 | 21   |

Nella seconda sessione del venerdì si è avuta questa situazione:
| Pos | Nº | Pilota           | Costruttore           | Tempo    | Gap    | Giri |
| --- | -- | ---------------- | --------------------- | -------- | ------ | ---- |
| 1   | 77 | Valtteri Bottas  | Mercedes              | 1'33"330 |        | 37   |
| 2   | 5  | Sebastian Vettel | Ferrari               | 1'33"357 | +0"027 | 33   |
| 3   | 33 | Max Verstappen   | Red Bull Racing-Honda | 1'33"551 | +0"221 | 29   |

Nella sessione del sabato si è avuta questa situazione:
| Pos | Nº | Pilota           | Costruttore | Tempo    | Gap    | Giri |
| --- | -- | ---------------- | ----------- | -------- | ------ | ---- |
| 1   | 77 | Valtteri Bottas  | Mercedes    | 1'32"830 |        | 11   |
| 2   | 5  | Sebastian Vettel | Ferrari     | 1'33"222 | +0"392 | 12   |
| 3   | 16 | Charles Leclerc  | Ferrari     | 1'33"248 | +0"418 | 10   |

## Qualifiche

### Resoconto

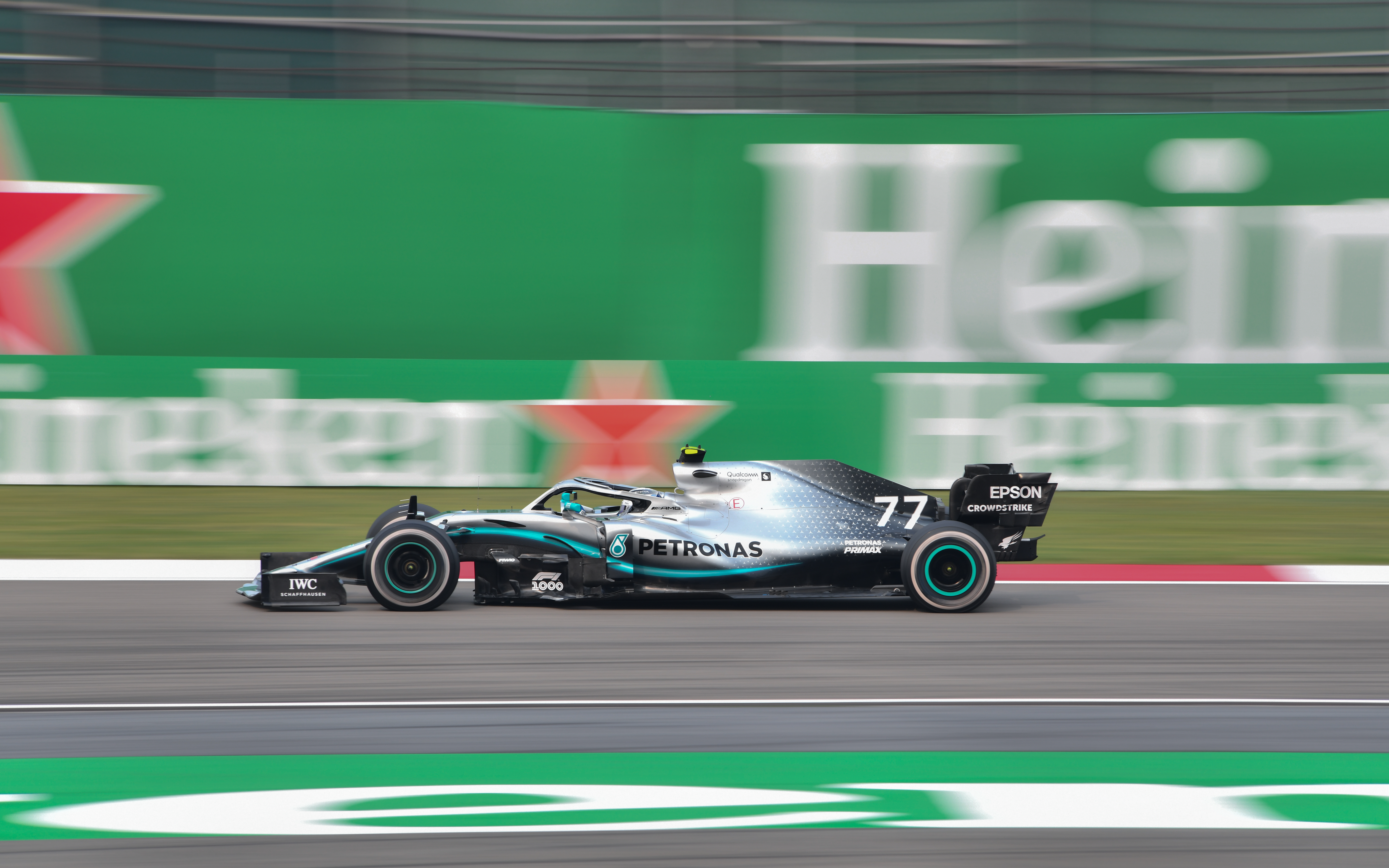
Il poleman Valtteri Bottas

Le Williams sono le prime vetture che cercano un tempo, nella sessione di qualifica. I loro tempi sono rapidamente battuti da quelli di Charles Leclerc e Sebastian Vettel. I due piloti della Ferrari lamentano di essere stati ostacolati nell'ultimo settore, cosa che spiega i loro tempi non particolarmente competitivi. L'arrivo delle Mercedes abbassa i tempi di riferimento, con Valtteri Bottas che chiude in 1'32"658. L'Alfa Romeo di Antonio Giovinazzi sconta dei problemi tecnici gravi, analoghi a quelli patiti da Charles Leclerc nella gara precedente, tanto da non poter prendere parte alla sessione di qualifica, così come già accade per Alexander Albon, a cui la Toro Rosso non è in grado di riparare in tempo la monoposto, dopo l'incidente del mattino.
Nella parte finale della sessione Leclerc avvicina il tempo di Bottas, scalando così in seconda posizione, mentre risultano eliminati Lance Stroll, i due piloti della Williams, oltre, naturalmente Giovinazzi e Albon.
Nella seconda fase, in cui la scelta delle gomme incide sul tipo di mescola che potrà venir montata al via, le due Mercedes, le due Ferrari e Max Verstappen optano per le medie, cercando di preservare un set di morbide, per la gara. Bottas è ancora il più rapido, di ben 8 decimi rispetto al compagno di team Hamilton. Tra i due si intercalano prima le Ferrari, in seguito pure Verstappen. In questa fase non fa segnare tempi il solo Romain Grosjean.
Nella parte finale di sessione i soli Leclerc e Hamilton, tra i piloti che avevano optato per le gomme medie, decidono di affrontare ancora la pista con gomme a banda gialla, mentre Bottas, Vettel e Verstappen cercano il tempo con gomme soft. Bottas, però, gira lento, e, non migliorandosi, potrà partire con gomme di mescola media. Daniil Kvjat non si migliora, come invece fa Carlos Sainz Jr., che però chiude solo undicesimo. Si migliorano, invece, Kevin Magnussen e Daniel Ricciardo mentre Grosjean trova il tempo per qualificarsi alla Q3. Anche Sergio Pérez migliora il suo tempo, ma chiude fuori dalla top ten. Anche Hamilton si migliora, chiudendo in 1'31"637.
Vengono eliminati Kvjat, Pérez, Räikkönen, oltre ai due piloti della McLaren (Sainz Jr. e Norris). Si qualificano per la fase decisiva cinque coppie di vetture: le due Mercedes, le due Ferrari, le due Red Bull, le due Renault e le due Haas.
Nella fase conclusiva Lewis Hamilton marca un tempo di 1'31"570, battuto per 7 millesimi da Valtteri Bottas. Vettel è terzo, in 1'32"001, davanti a Verstappen e a Leclerc. Con l'ultimo tentativo Hamilton riesce a far segnare il miglior tempo nel primo settore, ma chiude senza riuscire a migliorarsi, a differenza di Bottas, che abbassa ancora il tempo. Le due Red Bull Racing e le due Haas prendono bandiera a scacchi e quindi non possono effettuare un ultimo giro, con le Haas che, rimaste ai box, nella prima fase della Q3, si trovano senza tempi validi. Il gruppo dei piloti, che si lanciano per l'ultimo tentativo marcia infatti a velocità ridotta, imposta da Hamilton, che comanda il plotone. Le due Red Bull e le due Haas, non informate tempestivamente dai box del poco tempo a disposizione, non sono poi riuscite ad iniziare l'ultimo giro lanciato prima dell'esposizione della bandiera a scacchi, anche perché, superate da altre monoposto, avevano la necessità di rallentare ulteriormente per non trovarsi in coda ad altri piloti. Nell'ultimo giro, comunque, Leclerc scavalca Verstappen, andando a fare compagnia a Vettel, in seconda fila.
Bottas conquista la settima pole position nel mondiale, mentre la Mercedes completa i primi due posti dello schieramento di partenza per la sessantunesima volta. Seguono le due Ferrari, le due Red Bull, le due Renault e le due Haas, messe in fila per due.

### Risultati
Nella sessione di qualifica si è avuta questa situazione:
| Pos                         | Nº | Pilota             | Costruttore               | Q1          | Q2       | Q3          | Griglia |
| --------------------------- | -- | ------------------ | ------------------------- | ----------- | -------- | ----------- | ------- |
| 1                           | 77 | Valtteri Bottas    | Mercedes                  | 1'32"658    | 1'31"728 | 1'31"547    | 1       |
| 2                           | 44 | Lewis Hamilton     | Mercedes                  | 1'33"115    | 1'31"637 | 1'31"570    | 2       |
| 3                           | 5  | Sebastian Vettel   | Ferrari                   | 1'33"557    | 1'32"232 | 1'31"848    | 3       |
| 4                           | 16 | Charles Leclerc    | Ferrari                   | 1'32"712    | 1'32"324 | 1'31"865    | 4       |
| 5                           | 33 | Max Verstappen     | Red Bull Racing-Honda     | 1'33"274    | 1'32"369 | 1'32"089    | 5       |
| 6                           | 10 | Pierre Gasly       | Red Bull Racing-Honda     | 1'33"863    | 1'32"948 | 1'32"930    | 6       |
| 7                           | 3  | Daniel Ricciardo   | Renault                   | 1'33"709    | 1'33"214 | 1'32"958    | 7       |
| 8                           | 27 | Nico Hülkenberg    | Renault                   | 1'33"644    | 1'32"968 | 1'32"962    | 8       |
| 9                           | 20 | Kevin Magnussen    | Haas-Ferrari              | 1'34"036    | 1'33"150 | senza tempo | 9       |
| 10                          | 8  | Romain Grosjean    | Haas-Ferrari              | 1'33"752    | 1'33"156 | senza tempo | 10      |
| 11                          | 26 | Daniil Kvjat       | Scuderia Toro Rosso-Honda | 1'33"783    | 1'33"236 | N.D.        | 11      |
| 12                          | 11 | Sergio Pérez       | Racing Point-BWT Mercedes | 1'34"026    | 1'33"299 | N.D.        | 12      |
| 13                          | 7  | Kimi Räikkönen     | Alfa Romeo Racing-Ferrari | 1'34"125    | 1'33"419 | N.D.        | 13      |
| 14                          | 55 | Carlos Sainz Jr.   | McLaren-Renault           | 1'33"686    | 1'33"523 | N.D.        | 14      |
| 15                          | 4  | Lando Norris       | McLaren-Renault           | 1'34"148    | 1'33"967 | N.D.        | 15      |
| 16                          | 18 | Lance Stroll       | Racing Point-BWT Mercedes | 1'34"292    | N.D.     | N.D.        | 16      |
| 17                          | 63 | George Russell     | Williams-Mercedes         | 1'35"253    | N.D.     | N.D.        | 17      |
| 18                          | 88 | Robert Kubica      | Williams-Mercedes         | 1'35"281    | N.D.     | N.D.        | 18      |
| Tempo limite 107%: 1'39"144 |    |                    |                           |             |          |             |         |
| NQ                          | 99 | Antonio Giovinazzi | Alfa Romeo Racing-Ferrari | senza tempo | N.D.     | N.D.        | 19      |
| NQ                          | 23 | Alexander Albon    | Scuderia Toro Rosso-Honda | senza tempo | N.D.     | N.D.        | PL      |

In grassetto sono indicate le migliori prestazioni in Q1, Q2 e Q3.

## Gara

### Resoconto

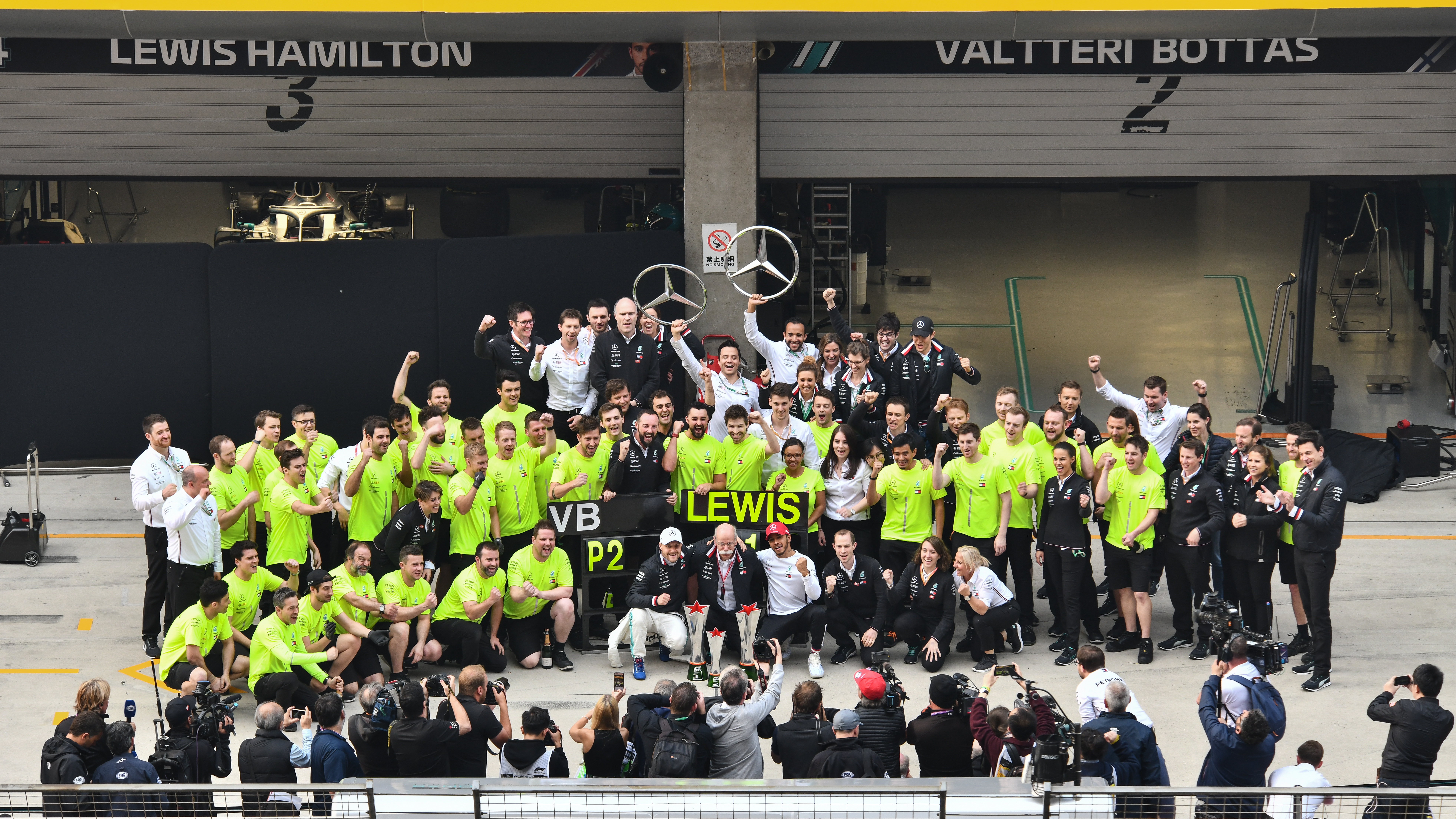
La Mercedes festeggia la doppietta conseguita in terra cinese

Nel giro di formazione vanno in testacoda sia Max Verstappen che Robert Kubica, che però sono comunque in grado di prendere il via dalla griglia di partenza.
Alla partenza Lewis Hamilton prende il comando, passando Valtteri Bottas, così come Charles Leclerc supera Sebastian Vettel. Seguono poi le due Red Bull di Max Verstappen e Pierre Gasly. A causa di un contatto nelle retrovie tra Daniil Kvjat e le due McLaren la direzione di gara decide brevemente per la virtual safety car, nel corso del primo passaggio. Kvjat è penalizzato con un drive through e due punti sulla Superlicenza.
Le Mercedes prendono subito un buon margine, mentre Vettel, pressato da Verstappen, viene lasciato passare da Leclerc, all'undicesimo giro. Nello stesso giro Kimi Räikkönen passa Nico Hülkenberg per il nono posto. Poco dopo il tedesco è costretto al ritiro. Al giro 18 Verstappen effettua la prima sosta, montando gomme dure. La Ferrari richiama Vettel nel giro successivo per montare gomme dure. Il tedesco esce dai box davanti a Verstappen e riesce a mantenere la posizione resistendo al tentativo di sorpasso dell'olandese in curva 14.
Al giro 22 si ferma Bottas, seguito, nel giro seguente, da Leclerc. Il monegasco rientra in gara molto dietro, alle spalle di Verstappen. Si ferma anche Hamilton, che resta al comando, ma si lamenta ai box per essere stato richiamato al pit stop dopo il compagno di team. Al giro 26 sosta anche per Räikkönen, che era settimo.
Le posizioni restano congelate fino al trentacinquesimo giro, quando Max Verstappen effettua la seconda fermata ai box, montando gomma media. Un giro dopo, Vettel, ancora per proteggersi dall'olandese, passa a gomme medie. Al trentasettesimo passaggio le due Mercedes, una dietro l'altra, si fermano per la seconda volta e montano gomme medie.
Si trova secondo Leclerc, che resiste per un paio di giri a Bottas, nel tentativo di far avvicinare Vettel. Il finnico passa al giro 39, mentre il monegasco è sfilato dal compagno di scuderia al quarantatreesimo giro. Leclerc effettua subito dopo il suo secondo pit stop, rientrando ancora in pista alle spalle di Verstappen.
Al cinquantaquattresimo giro Pierre Gasly entra ai box per montare gomme morbide nuove e cercare il giro veloce, che trova al penultimo giro. È il primo francese a conseguire tale risultato dopo Romain Grosjean nel Gran Premio di Spagna 2012, mentre la Honda lo riconquista per la prima volta dal Gran Premio d'Ungheria 2017.
Lewis Hamilton vince per la seconda volta consecutiva in stagione, cogliendo la settantacinquesima vittoria della sua carriera in Formula 1. La Mercedes, grazie a Bottas, completa la terza doppietta su tre gare in stagione, evento che non si verificava dal 1992 con la Williams. Sebastian Vettel termina davanti a Verstappen e Leclerc, salendo sul podio per la prima volta in stagione.

### Risultati
I risultati del Gran Premio sono i seguenti:
| Pos | Nº | Pilota             | Costruttore               | Giri | Tempo/Ritiro       | Griglia | Punti |
| --- | -- | ------------------ | ------------------------- | ---- | ------------------ | ------- | ----- |
| 1   | 44 | Lewis Hamilton     | Mercedes                  | 56   | 1h32'06"350        | 2       | 25    |
| 2   | 77 | Valtteri Bottas    | Mercedes                  | 56   | +6"552             | 1       | 18    |
| 3   | 5  | Sebastian Vettel   | Ferrari                   | 56   | +13"744            | 3       | 15    |
| 4   | 33 | Max Verstappen     | Red Bull Racing-Honda     | 56   | +27"627            | 5       | 12    |
| 5   | 16 | Charles Leclerc    | Ferrari                   | 56   | +31"276            | 4       | 10    |
| 6   | 10 | Pierre Gasly       | Red Bull Racing-Honda     | 56   | +1'29"307          | 6       | 9     |
| 7   | 3  | Daniel Ricciardo   | Renault                   | 55   | +1 giro            | 7       | 6     |
| 8   | 11 | Sergio Pérez       | Racing Point-BWT Mercedes | 55   | +1 giro            | 12      | 4     |
| 9   | 7  | Kimi Räikkönen     | Alfa Romeo Racing-Ferrari | 55   | +1 giro            | 13      | 2     |
| 10  | 23 | Alexander Albon    | Scuderia Toro Rosso-Honda | 55   | +1 giro            | PL      | 1     |
| 11  | 8  | Romain Grosjean    | Haas-Ferrari              | 55   | +1 giro            | 10      |       |
| 12  | 18 | Lance Stroll       | Racing Point-BWT Mercedes | 55   | +1 giro            | 16      |       |
| 13  | 20 | Kevin Magnussen    | Haas-Ferrari              | 55   | +1 giro            | 9       |       |
| 14  | 55 | Carlos Sainz Jr.   | McLaren-Renault           | 55   | +1 giro            | 14      |       |
| 15  | 99 | Antonio Giovinazzi | Alfa Romeo Racing-Ferrari | 55   | +1 giro            | 19      |       |
| 16  | 63 | George Russell     | Williams-Mercedes         | 54   | +2 giri            | 17      |       |
| 17  | 88 | Robert Kubica      | Williams-Mercedes         | 54   | +2 giri            | 18      |       |
| 18  | 4  | Lando Norris       | McLaren-Renault           | 50   | Danni da incidente | 15      |       |
| Rit | 26 | Daniil Kvjat       | Scuderia Toro Rosso-Honda | 41   | Danni da incidente | 11      |       |
| Rit | 27 | Nico Hülkenberg    | Renault                   | 16   | Motore             | 8       |       |

Pierre Gasly riceve un punto addizionale per aver segnato il giro più veloce della gara.

## Classifiche mondiali

### Piloti
| Pos | Pilota           | Punti |
| --- | ---------------- | ----- |
| 1   | Lewis Hamilton   | 68    |
| 2   | Valtteri Bottas  | 62    |
| 3   | Max Verstappen   | 39    |
| 4   | Sebastian Vettel | 37    |
| 5   | Charles Leclerc  | 36    |
| 6   | Pierre Gasly     | 13    |
| 7   | Kimi Räikkönen   | 12    |
| 8   | Lando Norris     | 8     |
| 9   | Kevin Magnussen  | 8     |
| 10  | Nico Hülkenberg  | 6     |
| 11  | Daniel Ricciardo | 6     |
| 12  | Sergio Pérez     | 5     |
| 13  | Alexander Albon  | 3     |
| 14  | Lance Stroll     | 2     |
| 15  | Daniil Kvjat     | 1     |

### Costruttori
| Pos | Costruttore               | Punti |
| --- | ------------------------- | ----- |
| 1   | Mercedes                  | 130   |
| 2   | Ferrari                   | 73    |
| 3   | Red Bull Racing-Honda     | 52    |
| 4   | Renault                   | 12    |
| 5   | Alfa Romeo Racing-Ferrari | 12    |
| 6   | Haas-Ferrari              | 8     |
| 7   | McLaren-Renault           | 8     |
| 8   | Racing Point-BWT Mercedes | 7     |
| 9   | Scuderia Toro Rosso-Honda | 4     |